# Гранди Сентер (Ајова)
Гранди Сентер (енгл. Grundy Center) град је у америчкој савезној држави Ајова. По попису становништва из 2010. у њему је живело 2.706 становника.

## Демографија
Према попису становништва из 2010. у граду је живело 2.706 становника, што је 110 (4,2%) становника више него 2000. године.
| Група             | 2000.         | 2010.         |
| Белци             | 2.565 (98,8%) | 2.658 (98,2%) |
| Афроамериканци    | 1 (0,0%)      | 5 (0,2%)      |
| Азијати           | 4 (0,2%)      | 4 (0,1%)      |
| Хиспаноамериканци | 14 (0,5%)     | 12 (0,4%)     |
| Укупно            | 2.596         | 2.706         |